# PC-9801シリーズ
PC-9801シリーズは、日本電気（以下NECと表記）が開発していたパーソナルコンピュータの製品群の俗称で、一般的にはPC-9800シリーズのうち1982年（昭和57年）から1995年（平成7年）までの13年間開発された「PC-9801」から始まる型番の製品群を指す。シリーズ全体の正式名称である「PC-9800シリーズ」と混同されることもある。
当初、PC-9800シリーズは型番のみで機種が区別されていたため、世間では「PC-9801Vシリーズ」と、型番の後ろに「シリーズ」と付けて呼ぶことで世代や形態を分類することがあった。公式で愛称が設けられるようになった後も型番で分類する慣習は残っており、1993年（平成5年）にシリーズ主力機のラインが「PC-9821」から始まる型番の製品群「98MATE」（俗に言うPC-9821シリーズ）へ拡張されたとき、旧機種と「PC-9801」型番を引き継いだ直接的な後継機「98FELLOW」（98PENや一部の98NOTEも含む）は「PC-9801シリーズ」として分類された。
1995年（平成7年）11月23日にはWindows 95と同時に98MATE VALUESTARシリーズが発売され、廉価機の分野もPC-9821型番のシリーズに移行した。これにより1982年（昭和57年）10月から長らく続いたPC-9801型番の表記および分類はその使命を終え、それ以降の新製品のラインナップから掲載されなくなった。

## 機種
PC-9821登場前後までのPC-9800シリーズは、採用したCPU・グラフィックコントローラ及び筐体デザインの特徴により、大きく4つの世代に分類できる。
1. 8086互換CPU・GDC搭載機の世代 - PC-8800シリーズの資産を継承し、16ビット時代の地歩を築いた。この頃の筐体はその後と違い、茶色のアローラインが左向き（太い部分が右側）に走っていた。
2. V30CPU・GRCG搭載機の世代 - 標準的なハードウェア仕様が確立され、圧倒的なシェアを獲得した。アローラインは右向き（太い部分が左側）に変わった。
3. 80286/80386CPU・EGC搭載機の世代 - MS-DOSの浸透と共に、爛熟期・絶頂期を迎えた。初期の機種を除き、アローラインに多数の溝が入っていた。
4. FELLOW以降・486CPU搭載の世代 - Windows時代の乗り切りを図ったが、ついに終焉を迎えた。筐体はIDEO社によるPC-9821と同様のデザインが採用された。

以下、各世代の機種と変遷を概観する。

### 初期の8086・GDCのみ搭載モデル、FDD内蔵への歩み

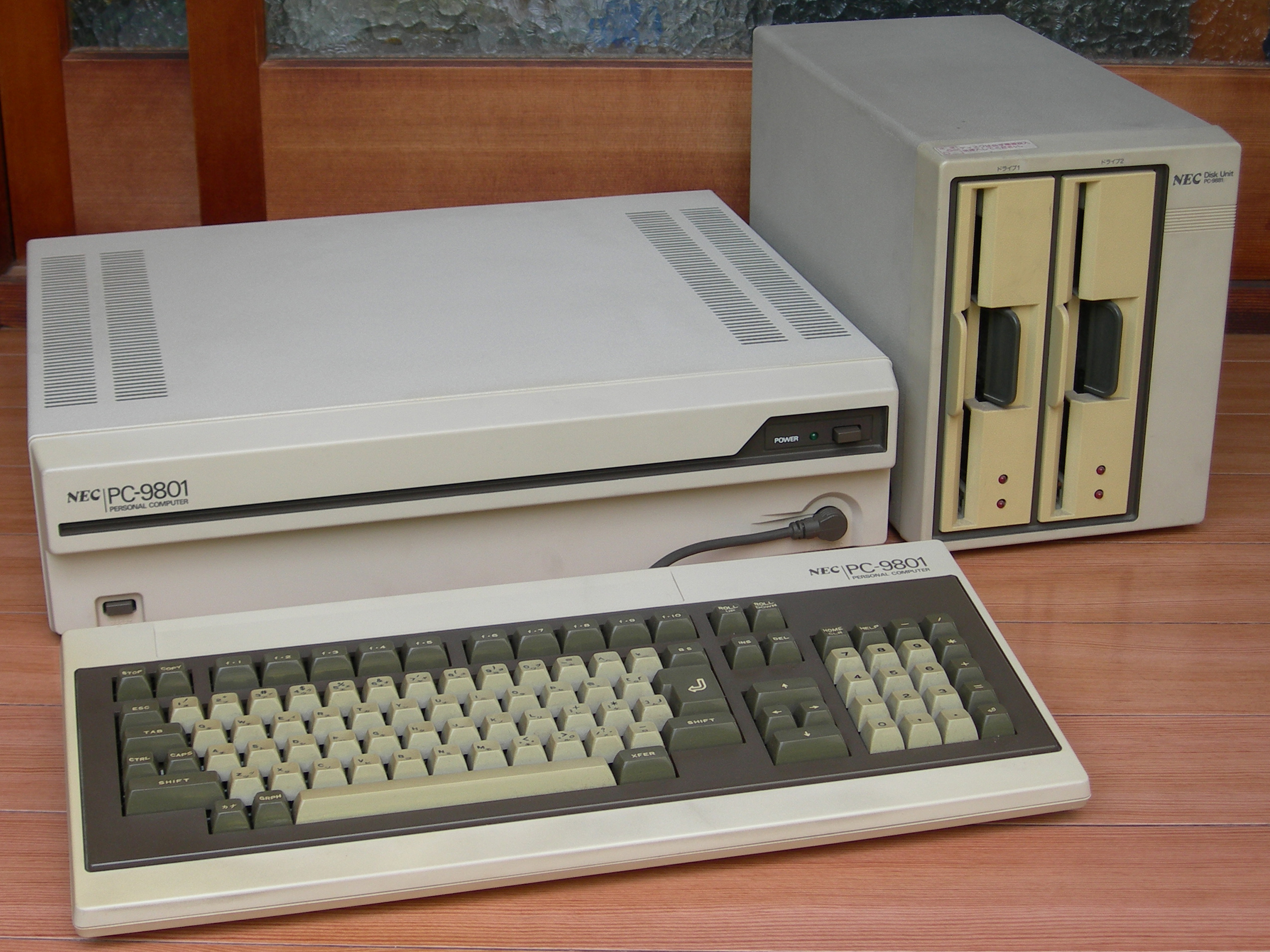
初代PC-9801と8インチフロッピーディスクドライブ PC-9881。アローラインが左向き（太い部分が右側）に走っている。

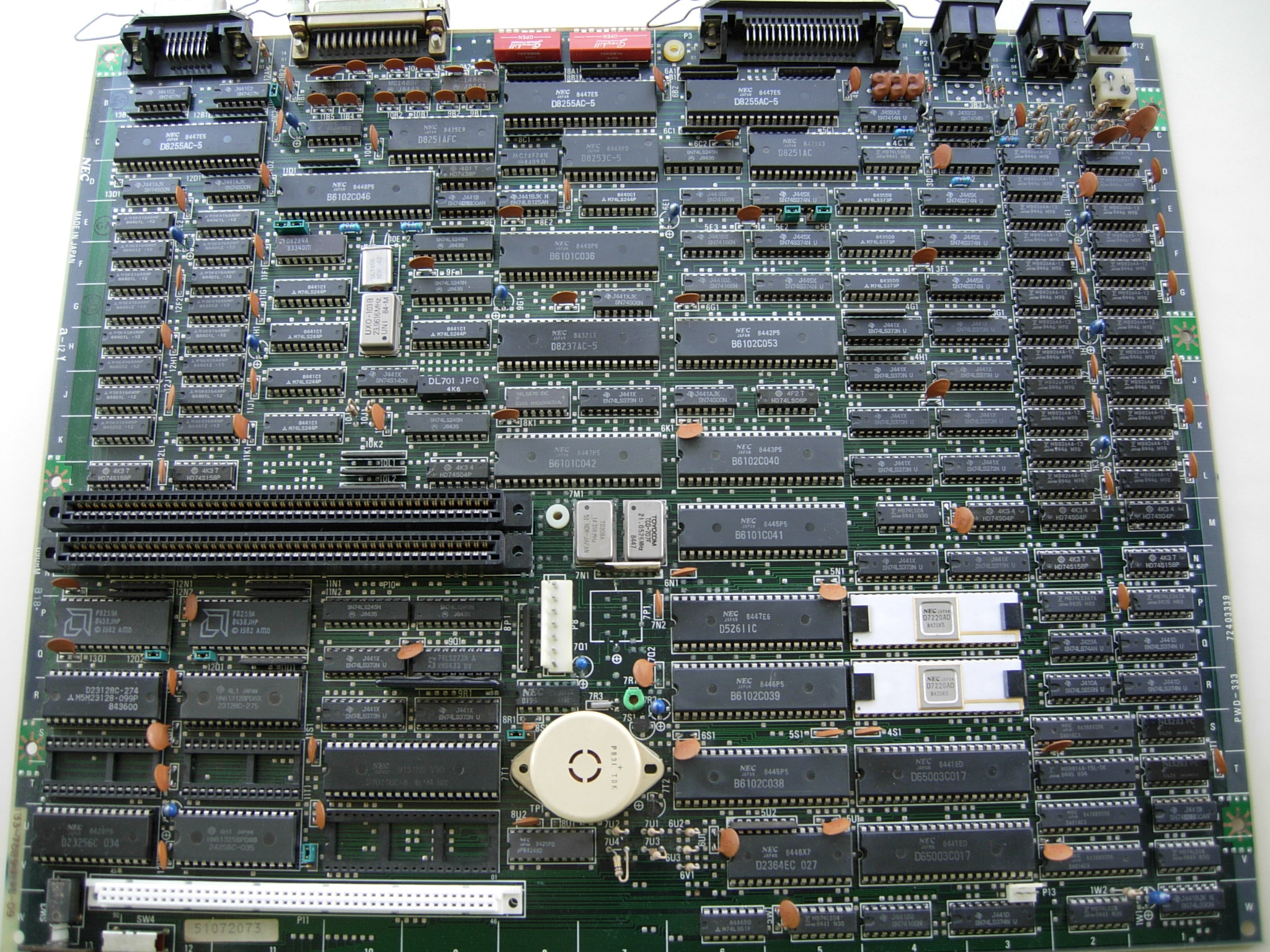
PC-9801Fのマザーボード

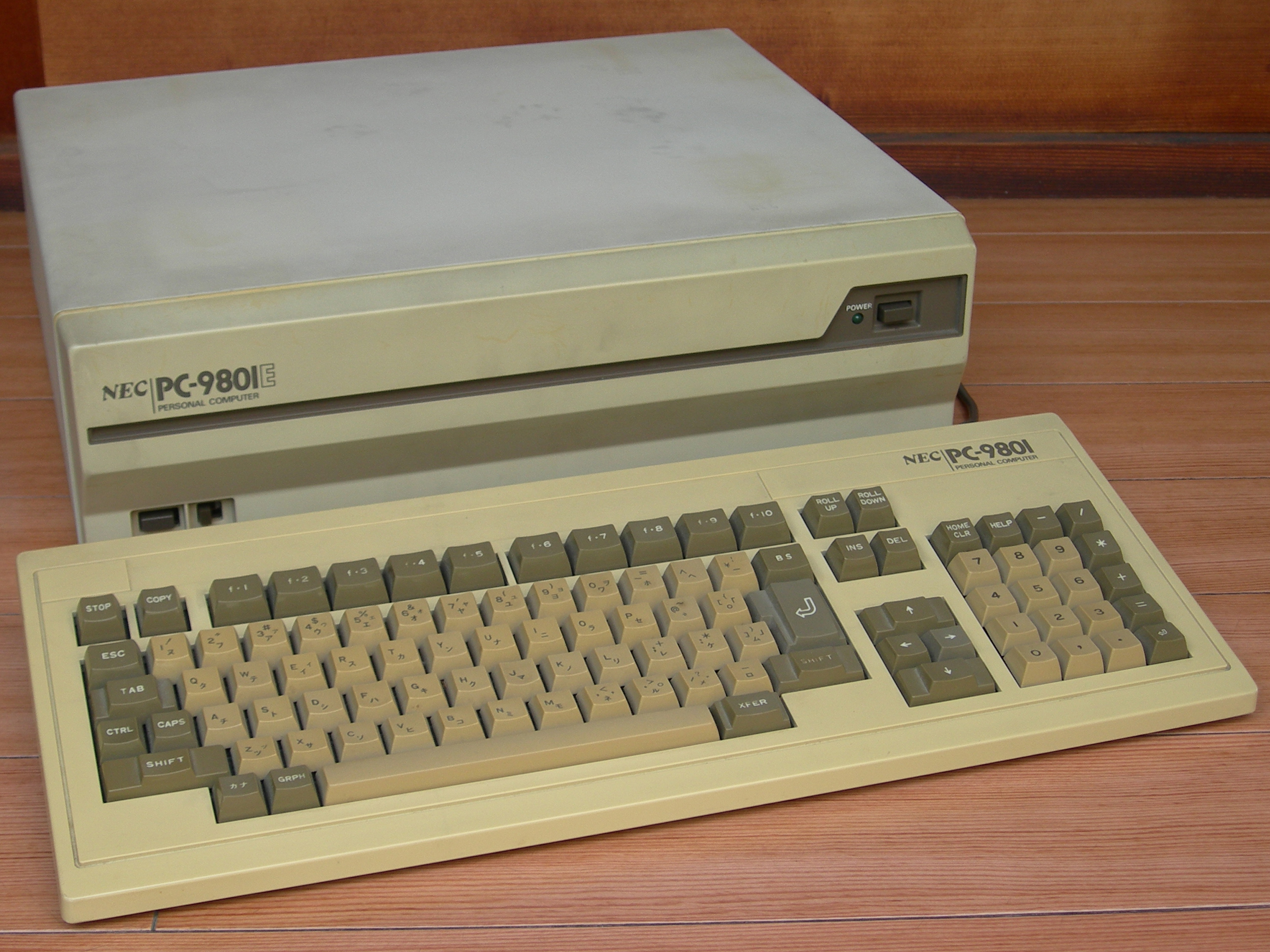
PC-9801E

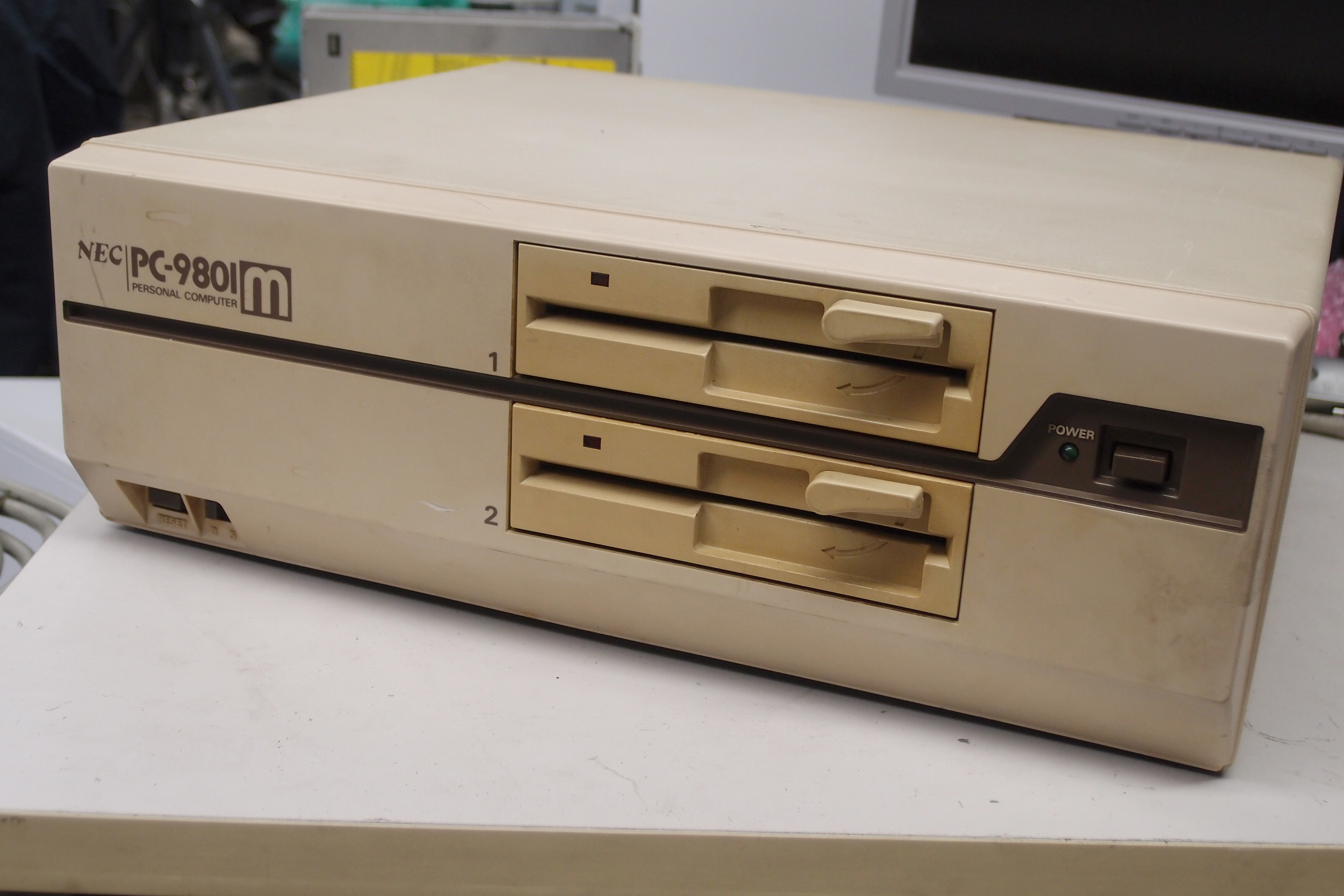
PC-9801M （1984年）5インチ2HDドライブを初搭載した機種。

PC-9801 1982年（昭和57年）10月
1982年（昭和57年）10月13日に発表された初代機「PC-9801」（シリーズ名と区別するため「初代」または「無印」とも呼ばれる）は、16ビットCPU Intel 8086互換のNEC μPD8086を5MHzで駆動し、128KiBのRAM (Random Access Memory)（最大640KiBまで拡張可能）を搭載する。グラフィック画面解像度は640ドット×400ドット8色。当時の水準としては高精細かつ高速なグラフィック処理のために、自社製の汎用グラフィックコントローラGDC（Graphic Display Controller μPD7220）を2個、テキスト用とグラフィック用にそれぞれ使用している。テキスト用GDCに付随してテキスト表示の滑らかなスクロールを実現するカスタムチップ（μPD52611）を搭載している。このモデルはPC-8800シリーズの周辺装置を流用することを考慮して設計されており、新規ユーザーは高価な8インチフロッピーディスクドライブ (FDD) か小容量の5インチ2D (320KiB) FDDを別途購入する必要があった。基本構成では数字と英文字、半角カナしか表示できなかったため、日本語ワープロソフトなどを使用するには漢字ROMボードを増設する必要があり、しかもJIS第2水準はサポートされていなかった。カセットテープ録音再生装置を補助記憶装置とするためのカセット・インターフェースボードとして、PC-9801-03 CMTインターフェースボードがあった。数値データプロセッサintel 8087が PC-9806 として提供された。

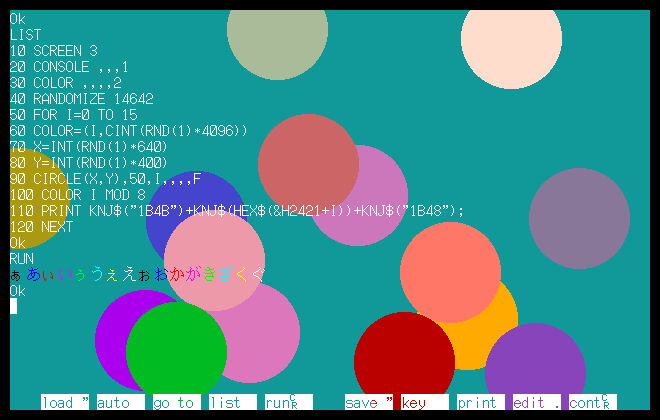
8色テキストと16色グラフィックを重ねて表示した例（VMモデル以降の4096色中16色表示を使用）

初代機以降、CPUを8MHzに高速化してグラフィック画面を2画面に増強したPC-9801E、PC-9801Eと同様の変更に加えて5インチ2DD（両面倍密度倍トラック）FDDを本体に内蔵し、さらにJIS第1水準漢字ROMを標準搭載したPC-9801Fが発売された。PC-9801用に5インチ2DDインターフェースボードPC-9801-09が、外付け5インチ2DDドライブとしてPC-9832-4W等が用意された。
PC-9801F 1983年（昭和58年）10月
μPD8086-2 8MHz、グラフィック画面2画面、5インチ2DDドライブ内蔵、5インチ2D FDD I/F搭載、漢字ROM（JIS第1水準）搭載 …（JIS第2水準漢字表示にはオプションROMのPC-9801-12/Kが必要。拡張漢字表示にはオプションROMのPC-9801-18が必要）
PC-9801E 1983年（昭和58年）11月
μPD8086-2 8MHz、グラフィック画面2画面、5インチ2D FDD I/F搭載、漢字ROM非搭載…（漢字表示にはオプションのPC-9801-10ボードが必要。JIS第2水準漢字表示にはオプションROMのPC-9801-12/Kが必要。拡張漢字表示にはオプションROMのPC-9801-18が必要）
これらの機種の開発は1983年（昭和58年）2月頃に始まった。その時点ではPC-9801が発売してからまだ間もなく、PC-9801に対する市場の反応が定まっていなかったため、世間の注目を集めるような新しいマシンを出すか、PC-9801の延長で機能を強化するか、2つの案が上がっていた。結局、パーソナルコンピュータ販売推進本部長の浜田俊三は「今後はソフトウェア資産の蓄積が活かせないコンピュータは生き残れない」と考え、ソフトウェアとの互換性を重視しつつ既存の機種を強化する方向になった。
両者とも初代PC-9801の2倍のVRAM (Video RAM) を搭載してグラフィック画面を2画面とすることで、画面をちらつかせることなくグラフィックを描画するダブルバッファリングを可能にしている。一方で、多数の汎用ロジックICで構成されていたアドレスデコードやVRAM用の回路は12個のカスタムチップ  ( ASIC：Application Specific Integrated Circuit )  に統合され、信頼性の向上や消費電力・製造費用の削減に貢献した。PC-9801Eは初代PC-9801と同じく外付け8インチFDDとの使用が想定された一方、PC-9801Fはそれまで周辺装置のラインナップになかった新しい5インチ2DD (640KiB) FDDを内蔵した。PC-9801FにはFDDを1台内蔵したF1と2台内蔵したF2の2つのモデルが存在したが、F1よりF2の需要が圧倒的に上回った。製品計画を担当した小澤昇はPC-9801Fで2DD (640KiB) のFDDを採用した理由について、「9801クラスのパソコンでは業務に使うオフコンクラスのアプリケーションが中心になる上、日本語処理の都合もあるため、320KiBでは少ない。640KiBでギリギリ。本来は1MBが望ましい。ただ、1MBの8インチFDDは高価で、5インチFDDは信頼性が低くて特殊なフロッピーディスクが必要になる。その意味では640KiBがベストチョイスだと思います。320KiBのデータもそのまま読み取れますし。」と述べた。キーボードが本体に比べて大きいことについて、「指の大きさや膝に乗せて使う人など操作性を考慮して、キーの配列やキー同士の間隔を決めている」と説明した。
PC-9801F/Eに続き、富士通のFM-11BS対抗のため、2HD（両面高密度）フロッピーディスクドライブ（以下FDD）とマウスインタフェースボードを搭載したPC-9801Mも登場した。PC-9801Mは2DDフロッピーディスクを読み取れないため、既存のPC-98ユーザーには不評であったが、後年に2HDフロッピーディスクで供給されるソフトが普及すると、中古市場において2DDフロッピーディスクしか読み取れないPC-9801VFよりもPC-9801Mの方が高値で取引される状況になった。
PC-9801M 1984年（昭和59年）11月
μPD8086-2 8MHz、グラフィック画面2画面、5インチ2HDドライブ内蔵、5インチ2D FDD I/F、マウス I/F搭載、漢字ROM（JIS第1水準）搭載、RAMは256KiB搭載…（JIS第2水準漢字表示にはオプションROMのPC-9801-12/Kが必要。拡張漢字表示にはオプションROMのPC-9801-18が必要）
1984年（昭和59年）10月に、PC-9801F1にハードディスクドライブ（SASI HDD、容量10MB）を搭載し、RAMを256KiBに増量したPC-9801F3が、翌年の1985年（昭和60年）5月にはPC-9801M2のFDDを1台に減らしてハードディスクドライブ（SASI HDD、容量20MB）を搭載したPC-9801M3が発売されている。

### V30とGRCGの搭載、完全2HD化、3.5インチFDD搭載モデルを発売

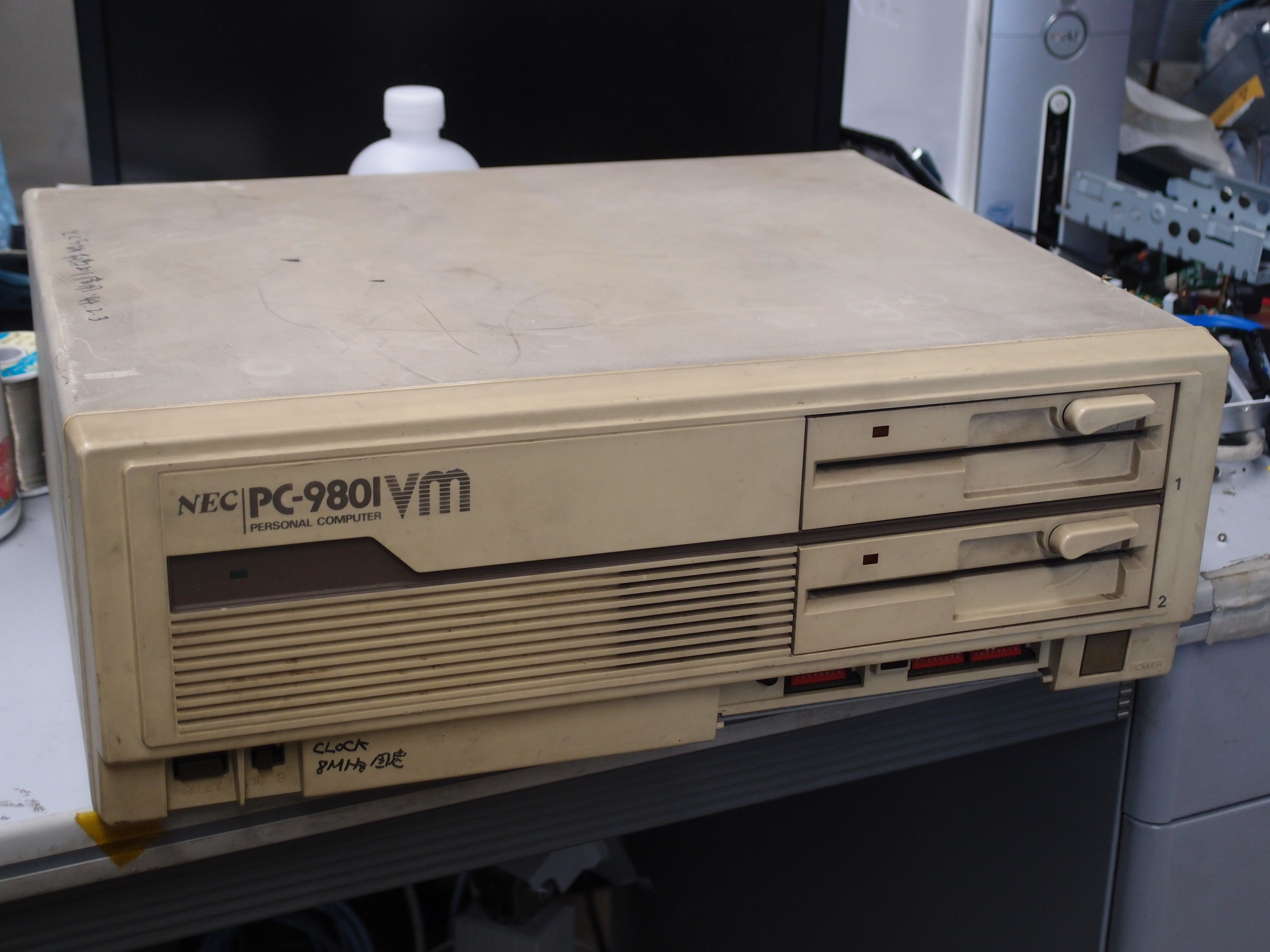
PC-9801VM2 （1985年）
従来機では左向きだったアローラインはこの時期から右向き（太いほうが左）に変わり、アローライン周辺に多数の溝が付くようになった。これは排熱としての機能も備えている。後年には、この時代のデザインを模したPCケースもサードパーティから発表されている。

この世代の機種は、NECが開発した8086の上位互換高速CPUであるV30を採用している。グラフィック機能が大きく強化され、従来機でのデジタルRGB出力による8色表示から、アナログRGB出力による4096色中16色同時発色表示に改良されている（一部モデルでは16色表示がオプションだが、4096色中8色のアナログ表示が可能になった点は同様）。この表現力を生かすため、VRAM各プレーン同時書き込み制御に対応したグラフィック処理プロセッサGRCG（Graphic Charger）が追加された。キーボードにNFER（無変換）キーが追加された。JIS第2水準の漢字ROMが標準搭載されるようになった一方で、拡張漢字388字の表示にはオプションのPC-9801-28が必要（VX後期まで）。この頃から登場した3.5インチFDD搭載のモデルは、多くのモデルでは家庭用を意識して、5.25インチモデルよりも小型の筐体で、標準でPC-9801-26サウンドボード相当のモノラルFM音源を搭載している。
PC-9801U 1985年（昭和60年）5月
3.5インチ2DD FDD を初搭載。CPUはV30/8MHzを初搭載。RAMは128KiB搭載。グラフィックVRAMは初代機と同様に1画面分のみ実装している（増設不可）。従来機ではビープ音の音程を変更できないが、本機以降は音程を変更できるようになっている。
PC-9801VF 1985年（昭和60年）7月
5インチ2DD FDD を搭載。CPUはV30/8MHzを搭載。RAMは256KiB搭載。
PC-9801VM前期 1985年（昭和60年）7月（VM0/2）/9月（VM4）
5インチ2HD/2DD自動切換え型 FDD を搭載（VM0を除く）。CPUはV30/10MHzを搭載。RAMは384KiB搭載。VM4は固定ディスクドライブ（SASI HDD、容量20MB）を搭載。16色表示はオプション（8色表示の場合も、4096色から任意の8色を選択できるよう強化されている。）。VM2は1986年8月までに約21万台を出荷し、当時のベストセラーになった。同モデルは米国にPC-9801VM2Eとして輸出された。
PC-9801UV前期 1986年（昭和61年）5月
3.5インチ2HD/2DD自動切換え型 FDD を初搭載。初のFM音源搭載。CPUはV30/10MHzを搭載。RAMは384KiB搭載。キーボードコネクタが背面から前面に移動した。
PC-9801VM後期 1986年（昭和61年）11月（VM21）/1988年（昭和63年）11月（VM11）
5インチ2HD/2DD自動切換え型 FDD を搭載。RAMは640KiBになり、グラフィック用VRAMは同時発表のPC-9801VXと同様のデュアルポートRAMを採用している。VM11はVM21とほぼ同スペックの廉価モデルで、筐体のデザインがRA/RXと同様なものに変更された。
PC-9801UV後期 1987年（昭和62年）7月（UV21）/1988年（昭和63年）3月（UV11）
3.5インチ2HD/2DD自動切換え型 FDD を搭載。FM音源搭載。RAMは640KiB搭載。UV11はUV21とほぼ同スペックの省スペースモデル。
PC-9801CV 1988年（昭和63年）3月
カラーCRT一体型モデル。
PC-9801VMは「V30搭載・アナログRGB 2画面・5インチ2HD」で、以降のPC-9800シリーズの標準的な仕様を確立する。当初ソフトウェア側の16色への対応は鈍かったが、後年に発売されたゲームソフトは16色・2画面を前提に開発され、「PC-9801VM以降対応」との表示が多く見られた。3.5インチFDDモデルではFDD以外の仕様がPC-9801VMに準じるPC-9801UVがこの役割を果たし、「PC-9801VM/UV以降」の表示も多く見られた。この世代でFDDまわりの仕様がほぼ確立し、従来の1MB FDDインターフェースをベースにした2HD/2DD自動切替ドライブが以降の機種に標準搭載されるようになる。従来機種と比較して、V30の搭載や動作周波数の向上により処理速度が1.6倍に、グラフィックの処理速度は2倍に向上している。

### 80286/80386とEGCを搭載
80286 / i386の登場により、新開発の高解像度グラフィックに対応し実験機的な性格が強く見られたPC-98XAやPC-98XL2などのPC-98型番の機種での試行的な導入を経て、本流となるPC-9801型番の機種においても成功作となったPC-9801VMを基本としつつ、これらのCPUを採用した後継高性能機種が開発されるようになった。
PC-9801U2やVMに使用されたV30は、8086にはない独自の機能を持っていたが、PC-9800シリーズでは当初からV30独自の機能は利用しない方針としていた。しかし、ゲームなどのごく少数のソフトでV30固有の命令や動作タイミングに依存するものがあり、それらは80286以降のCPUでは正常に動作しない。そのため、PC-9801VXなどの後継機ではしばらくの間、それらのソフトとの互換性を維持するためにV30と80286以降の両方を搭載し、スイッチによる設定で電源投入時に動作するCPUを選択するようになっている。
PC-9801VX前期 1986年（昭和61年）10月
5インチFDD搭載（VX0を除く）、大型筐体、FM音源なし。CPUは80286/8MHz+V30/10MHzを搭載。VX4は固定ディスクドライブ（SASI HDD、容量20MB）を搭載。
PC-9801VX後期 1987年（昭和62年）6月
5インチFDD搭載（VX01を除く）、大型筐体、FM音源なし。CPUは80286/10MHz+V30/10MHzを搭載。VX41は固定ディスクドライブ（SASI HDD、容量20MB）を搭載。
CPU切り替え使用可能な機種ではこの機種（とPC-98XL、VXは前後期とも）のみ、搭載されているV30の最大動作クロックが10MHzとなっている。
PC-9801UX 1987年（昭和62年）10月
3.5インチFDD搭載、小型筐体、FM音源搭載。CPUは80286/10MHz+V30/8MHzを搭載。マウスコネクタが背面から前面に移動した。UX41は固定ディスクドライブ（SASI HDD、容量20MB）を搭載。
正確にはV30 10MHz版を搭載し、8MHzで動作する。以降のCPU切り替え使用可能な機種も同様である。
筐体のデザインやカラーリングはこれまでのものを踏襲している。VM2の後継機もVM21としてVXと同じデザインになっている。

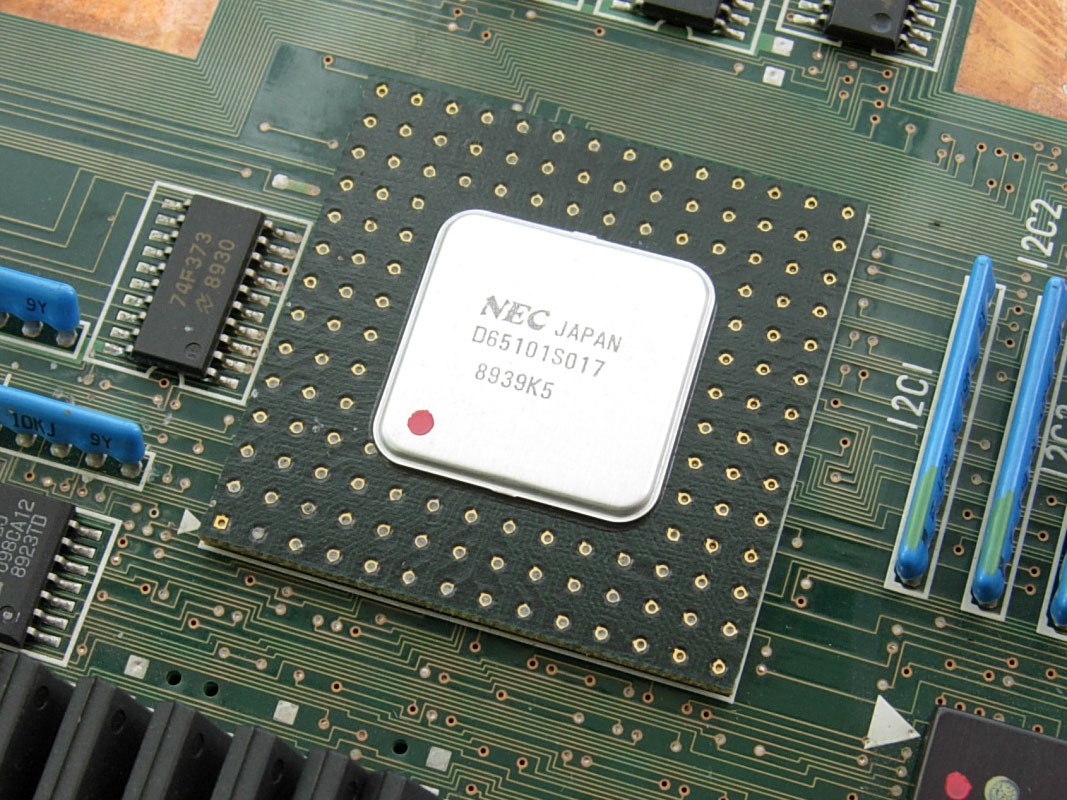
PC-9801RX メインボード上のEGC

この世代以降、GRCG上位互換のEGC (Enhanced Graphic Charger) と呼ばれる、VRAM各プレーン同時制御を読み出しにも対応させて高速化を実現した新グラフィック処理プロセッサが追加されている。グラフィック用VRAMにはデュアルポートRAMを採用し、CPUからの書き込みとCRTCからの読み込みが同時にできる。GDCのクロックモードは従来の2.5MHzに加えて5MHzが追加された。
1987年（昭和61年）3月13日、セイコーエプソンは最初のPC-9800シリーズ互換パソコン（以下、98互換機）となるPC-286 Model 1から4を発表した。これらはNECから著作権を侵害しているとして訴訟問題になったため4月20日に発売中止が発表され、代わりに別のチームが開発したBIOSを搭載するPC-286 Model 0が4月24日に発表された。このモデルは80286を10MHzで駆動し、当時のPC-9801VXより約20%高速であることをアピールしていた。NECは6月22日にPC-9801VXのマイナーチェンジモデル PC-9801VX01/21/41を発売した。これらはV30に加えて80286のクロック周波数も8MHzと10MHzから選択できる他、内蔵のN88-BASIC(86)がEGCに対応し、80286の10MHzモードではこのBASICを使用するプログラムでグラフィックの描画がより速くなる。他のCPU動作モードは従来機と同等。

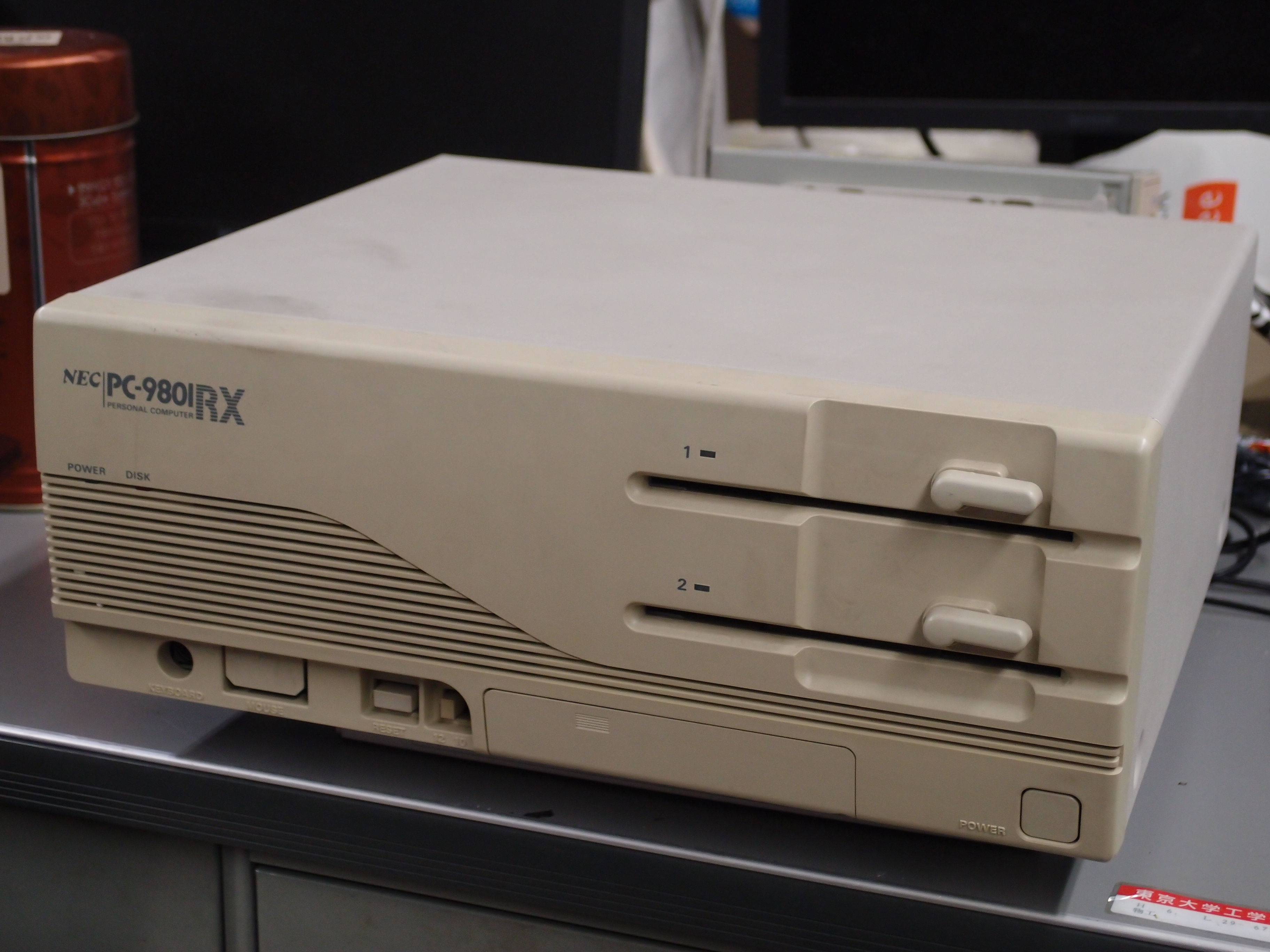
PC-9801RX（1988年/ 昭和63年）

PC-9801RA/RX前期 1988年（昭和63年）7月 (RA) /9月 (RX)
5インチFDD搭載、大型筐体、FM音源なし。CPUはRA2/5が80386DX/16MHz+V30/8MHz、RXが80286/12MHz+V30/8MHzを搭載。RA5は固定ディスクドライブ（SASI HDD、容量40MB）を、RX4は固定ディスクドライブ（SASI HDD、容量20MB）を搭載。
PC-9801EX/ES 1989年（平成元年）4月
3.5インチFDD搭載、小型筐体、EXがFM音源搭載でCPUは80286/12MHz+V30/8MHz、ESがFM音源無しでCPUは80386SX/16MHz+V30/8MHzを搭載。EX4は固定ディスクドライブ（SASI HDD、容量20MB）を、ES5は固定ディスクドライブ（SASI HDD、容量40MB）を搭載。
PC-9801RA/RS/RX後期 1989年（平成元年）10月
5インチFDD搭載、大型筐体、FM音源なし。CPUはRA21/51が80386DX/20MHz+V30/8MHz、RSが80386SX/16MHz+V30/8MHz、RXが80286/12MHz+V30/8MHzを搭載。RA51/RS51/RX51は固定ディスクドライブ（SASI HDD、容量40MB）を搭載。RA/RSでは固定ディスクドライブとしてSASI HDDのほか、SCSI HDDも内蔵可能になった。RXは後期モデルになっても内蔵HDD専用I/FはSASIしか利用できず、HDDモデルのHDD容量は増えたものの、FDDモデルでは機能的にまったく変化が無かった。
この世代から、筐体デザインと本体色が変更され、アイボリーとブラウンの組み合わせから、明るいグレーになっている。東芝J-3100シリーズに対抗すべく開発された3種類のラップトップ用カスタムLSIがこれらのデスクトップモデルにも搭載され、前世代から機能を強化しつつ筐体寸法の小型化が実現している。

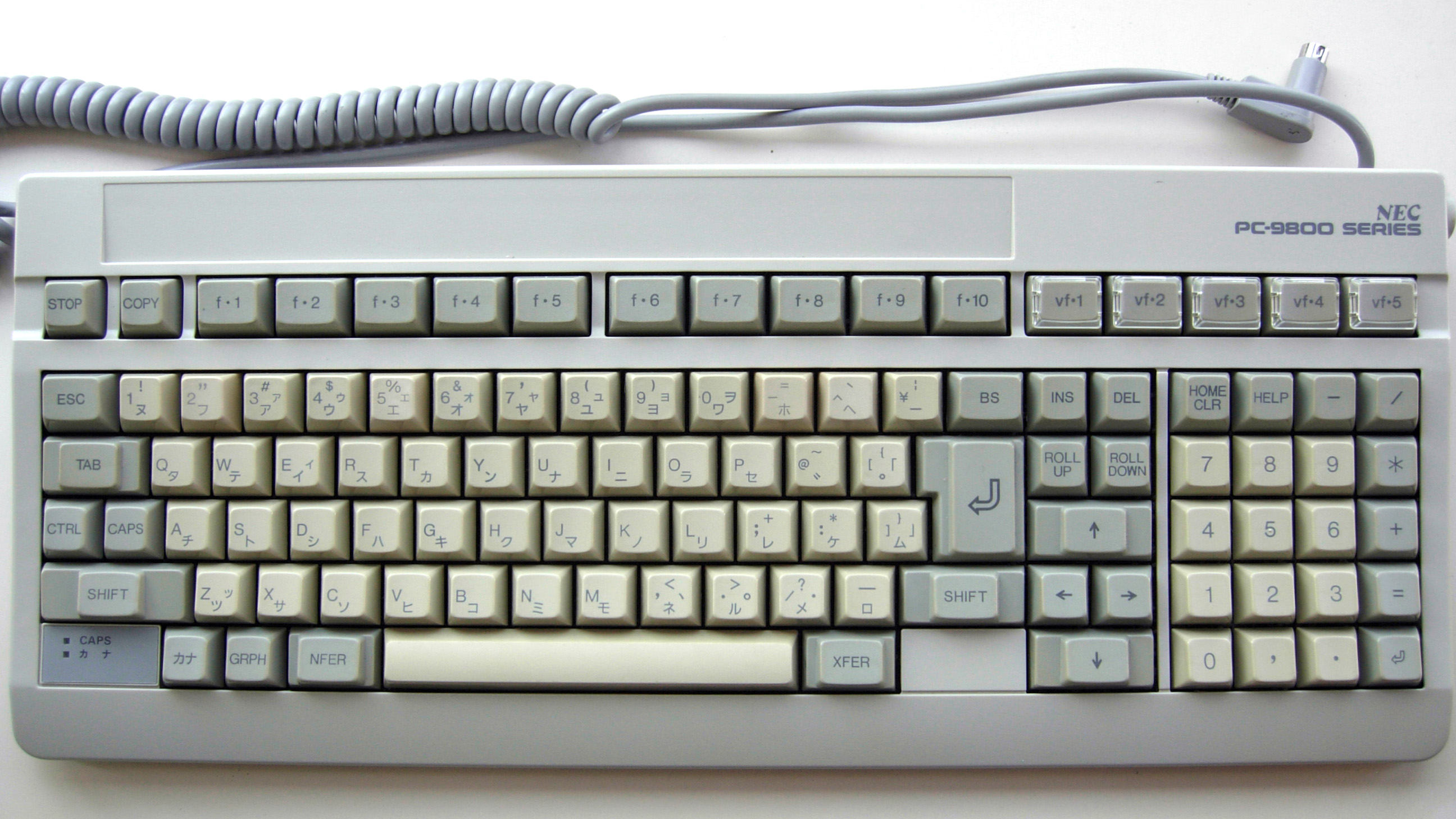
PC-9801RA後期に付属するキーボード

キーボードにvf・1 - vf・5キーが追加された。新たに開発されたキーボード内部制御用のASICが搭載され、同時に発表されたOS/2のタスク切り替えに対応するため、CapsLockおよびカナロックがソフト的なロックになった。キースイッチによる機械式ロックは廃止され、キーボード上のLEDにロック状態が表示されるようになった。
Rシリーズの後期型から、PC-8001以来続いてきたロゴタイプが変更され、縦長の曲線が弧を描いたものから、曲線角を使った正方形に近いデザインに変更された。RSは後期型からの追加である。
PC-9801RAに実装された80386DXのソケットは、486DLCなどともピンアサインが共通であり、載せ替えることができる。これらのCPUの性能を十分に発揮させるには、動作クロックの変換に加え、OSにキャッシュコントロールプログラムを組み込む必要があったが、CPUアクセラレーターと称し、これを容易にする製品がサードパーティー各社から次々に発売された。本来386DXとはソケット形状が異なるはずの80486や5x86を搭載したCPUアクセラレータも発売されたことから、そうした製品を利用することでさらにCPU性能を高めることもできた。中にはメーカー制限を超えてメモリを追加実装できるCPUアクセラレーター（メルコ社のEUD-HP0Mなど）も存在し、そうした製品とハードディスク、ウィンドウアクセラレーターを組み合わせれば、Windows 95やWindows 98の実行さえ可能となる。これにより、PC-9801RAは、普及型PC-9801シリーズの中でも、最も延命しやすい部類の機種となった。

### 互換性が低かった初代ラップトップ機
1986年に欧米で「King of Laptop」と絶賛されたラップトップ型PC/XT・AT互換機である東芝のT3100は、日本語対応を施された上でJ-3100シリーズとして日本市場へ投入された。この形態は、特に家賃が高く社員一人あたりのスペースが狭い日本のオフィスにおいて、各個人のデスクに設置するには都合が良いと見て販売された。同シリーズの出現は、新規市場の開拓であったが故に直接対抗する手段が存在せず、日本市場におけるパソコンのトップメーカーとしてデスクトップ機を主軸に据えた販売戦略を組み立てていた当時のNECに衝撃を与えた。
NECは急遽J-3100対抗機種の開発に乗り出すが、長い開発期間をかけて実現をみたJ-3100シリーズに対抗するのは容易ではなく、互換性を犠牲にして市場投入時期を優先した機種をまず投入、その後でデスクトップPC-9801との完全互換を実現したマシンを追加投入する、と2段構えの戦略を採った。
PC-98LT 1986年（昭和61年）10月
詳細は#小型化を参照のこと。
最初に市場に投入されたPC-98LTは当時時点の高性能（フルスペック）デスクトップ機互換ラップトップ98を求める市場の声にこたえうる製品ではなく、十分な成功を収めるには至らなかった。

### デスクトップ完全互換ラップトップ機の完成
PC-98LT発売時点のPC-9800シリーズのデスクトップモデルでは周辺チップの集積がいまだ進んでおらず、デスクトップ完全互換のラップトップ機を開発するには、まずPC-9800シリーズとしての固有機能を集積したチップセットを開発する必要があった。セイコーエプソンはNECに先行して、1987年（昭和62年）11月にPC-9800シリーズの本流と完全な互換性を持つラップトップパソコンPC-286Lを発表した。NECによるPC-9801型番のデスクトップ完全互換ラップトップ機は1988年（昭和63年）3月発売のPC-9801LV21となった。これはPC-98LTやJ-3100の市場投入から約1年半遅れでの出荷開始となった。しかし、青液晶を採用したPC-9801LV21は視認性が悪く、バックライト付き白黒液晶を採用したPC-286Lに技術面でも後塵を拝することになった。視認性の問題はJ-3100同様の橙色プラズマディスプレイを採用したPC-9801LS（1988年（昭和63年）11月）と、バックライト付き白黒液晶を搭載したPC-9801LV22（1989年（平成元年）1月）で解決された。

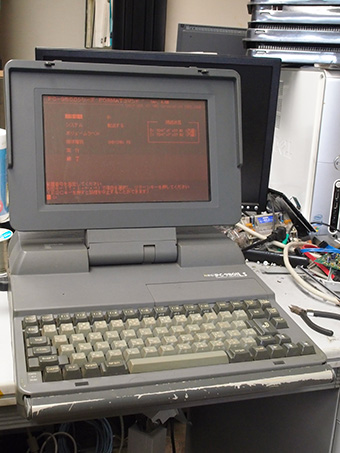
PC-9801LS

PC-9801LV 1988年（昭和63年）3月 (LV21)/1989年1月 (LV22)
CPUはV30 (10/8MHz) 。EFL（外部電極蛍光管）バックライト付き青液晶（8階調）を搭載し、CPUの性能としてはPC-9801UV21/11に相当するエントリーモデル。バッテリ駆動可能。完全互換性と小型化を両立するために3種類のカスタムVLSIチップが新しく開発され、これらのチップセットはデスクトップ型（PC-9801UV11やPC-9801RAなど）にもそのまま使用された。このモデルはディスプレイの視認性が劣っていたため、1989年（平成元年）1月には8階調バックライト付き白黒液晶を搭載して視認性を改善しつつも若干大型化したマイナーチェンジモデルが登場した。
PC-9801LS 1988年（昭和63年）11月
CPUは80386SX (16MHz) とV30 (8MHz) 。J-3100同様のプラズマディスプレイ（15階調）を搭載し、CPUの性能としてはPC-9801ESに相当するデスクトップ完全互換ラップトップ機。コンセントからのAC給電専用。HDD内蔵モデルがある。
PC-9801LX 1989年（平成元年）4月
CPUは80286 (12/10MHz) とV30 (8MHz)。EFLバックライト付き白黒液晶（8階調）を搭載し、CPUの性能としてはPC-9801EX相当に相当する機種。コンセントからのAC給電専用。HDD内蔵モデルあり。
PC-9801LX5C 1989年（平成元年）6月
LXをベースに日本初のカラー8色表示が可能なディスプレイ（STNカラー液晶）を搭載した機種。HDD内蔵。
既存ソフトウェア資産の継承のために必要であることから、ラップトップ機であるにもかかわらず、FDDが各2基ずつ標準搭載されていたのもこのシリーズの大きな特徴の一つである。
しかし、LXデビューから間もない1989年（平成元年）7月に更なる衝撃を伴って市場に投入された東芝の歴史的傑作、J-3100SS001「ダイナブック」によって、このラップトップ機シリーズは可搬機としての命脈を断たれた。ただし、省スペースデスクトップ機としてのこの種のパソコンの市場ニーズは法人を中心に根強く存在したことから、クラムシェル型（折りたたみ式）ラップトップ機としての性質を残したまま、キーボードの本体からの分離機能や汎用拡張スロットの標準搭載など、省スペースデスクトップ機にシフトした実装を行った機種が翌年になって出荷され、以後これを基本にPC-H98、PC-9821の両シリーズにも省スペースデスクトップに特化した液晶ディスプレイ内蔵モデルが細々と継承されることとなった。
PC-9801T 1990年（平成2年）2月
PC-9801LSの後継機種。CPUは80386SX (20MHz) とV30 (8MHz) 。テンキーレスのキーボードが分離可能な大型筐体が新規設計され、2本のCバススロットが搭載された。コンセントからのAC給電専用。液晶ディスプレイは単色8諧調だったが、後にSTNおよびTFTのカラーLCDモデルも登場した（1990年（平成2年）6月）。当初、HDD内蔵モデルはSASI接続だったが、後にSCSI接続の大容量モデルも登場した（1991年（平成3年）7月）。

### ノート型
ラップトップ型パソコンは持ち歩いて使うには重さや電源の観点からまだ現実的ではなく、高価でもあったため、主に企業で省スペース型デスクトップの延長として導入された。1989年（平成元年）6月に東芝が発表したJ-3100SS DynaBookは、「ブックコンピュータ」と新しい概念（コンセプト）を低価格と同時にアピールする戦略で市場に衝撃を与えた。NECも前々から同等の概念（コンセプト）を持ったパソコンを開発していたが、これを受けて開発期間を約3か月短縮して発売にこぎ着けた。J-3100が「ダイナブック」の愛称で発売されたのに対して、NECは薄さや軽さを強調する「ノート」という言葉を使った98NOTEを発売した。この名称はセイコーエプソンがDynaBookと同じ月に発表したPC-286NOTE executiveに追従した形となった。
以後ノートパソコンの言葉/ジャンルが確立され、ビジネスユースなどのパーソナルコンピュータの利用範囲を広げる一端を担った。
- 下記の動作時間はFDDモデル、FDD10%仕様の公称値（カタログスペック）である。

PC-9801N 1989年（平成元年）11月
初代98NOTE。CPUはV30-10MHz。3.5インチFDDを1基搭載。標準バッテリーパックとは別に内部にニカド電池を搭載することで、バッテリーバックアップされたメインメモリの一部をITF (Initial Test Firmware) /BIOSレベルの機能として提供されるRAMドライブに割り当て、ブート直後の時点でRAMドライブが利用可能となっている。これにより、プロテクトがないディスクをRAMドライブへコピーすることで、マシンに2台のFDDが搭載されていることを必須条件とするアプリケーションを1ドライブで利用可能とした。チップセットはラップトップ機やデスクトップ機と共通のVLSIチップセットをキーボード直下に詰め込むようにして実装している。バッテリーで1.5時間動作。
PC-9801NS 1990年（平成2年）6月
386SX-12MHz搭載の98NOTE。20MB HDD搭載モデルも登場した。物理的なディップスイッチが省略され、専用メニューから設定可能になった。
PC-9801NV 1990年（平成2年）11月
初代98NOTEの後継機。V30HL-16MHzを搭載して高速化が図られた。レジューム機能搭載。セカンドバッテリー（専用内蔵モデムと排他）を搭載し、動作時間が増加。標準状態で3.8時間、オプションのバッテリパックを利用することで5.7時間の連続使用が可能とされた。3.5インチFDD1台と1.25MBのRAMドライブを装備。
PC-9801NS/E 1991年（平成3年）7月
NSをベースに386SX-16MHzに高速化、別売のCRTパック（バッテリパックと排他）で外部ディスプレイ出力に対応し、専用HDDパックも内蔵可能になった。
PC-9801NC 1991年（平成3年）10月
TFTカラーLCDを搭載した世界初のノートPC製品、386SX-20MHzに高速化された他はNS/Eに準じる。しかし当時のカラー液晶はまだまだ高く、価格は598,000円と高価だった。
PC-9801NL 1992年（平成4年）1月
V30HL-16MHz登載（8MHz駆動可）。初代98NOTE LIGHT。FDDを外付けにした上、ライトを省いた反射型液晶の採用でジャストA4サイズの薄型（2.95cm）軽量化（1.3kg）と長時間駆動を実現している。JEIDA Ver4.0準拠メモリカードスロット、MS-DOS 3.3D相当をROMで内蔵。オプションでアルカリ乾電池バッテリーケースがある。
PC-9801NS/T 1992年（平成4年）1月
インテルとNECが共同開発した386SL(98)-20MHzを搭載、動作時間3.8時間（標準+セカンドバッテリー）。機種別の専用内部増設メモリに対応したほか、数値演算 ( FPU : Floating Point Unit ) コプロセッサとして、387SX/387SLの増設に対応した。
PC-9801NS/L 1992年（平成4年）7月
i386SX-20MHz搭載、本体サイズをジャストA4サイズに重量を従来の2.9kgから1.9kgへ小型軽量化したモデル。形状の変更によりバッテリーパックとHDDパックは変更小型化されている。動作時間は2.0時間（標準モード時）。
PC-9801NA，NA/C 1992年（平成4年）10月
i486SX-20MHz搭載。NAはモノクロLCD、NA/CはTFTカラーLCD。専用の数値演算コプロセッサ(487SX)搭載ボードが用意され、サードパーティからもこのスロットを流用したCPUアクセラレータが供給された。
PC-9801NS/R 1993年（平成5年）1月
インテル日本法人が開発した486SX(J)-16MHzを搭載。このCPUは486SX相当の機能と省電力モードを備えている一方、外部バス幅は16ビットに削減されている。動作時間5.4時間（標準+セカンドバッテリー）。3モード（640KiB/1.25MB/1.44MB）FDD搭載。
PC-9801NX/C 1993年（平成5年）7月
TFTカラーLCD、486SX(J)-20MHz PCカードスロット（PCMCIA2.0/JEIDA Ver4.1）を搭載し、従来のRAMカードスロットが廃止された。
PC-9801NS/A 1994年（平成6年）1月
i486SX-33MHz搭載。CPUアップグレードボードにより、i486DX2 50MHzへアップグレード可能。外部モニター端子標準搭載（従来のCRTパックは取付不可）、PCカードスロット（PCMCIA2.0/JEIDA Ver4.1）搭載。マウスポート・プリンタポート形状がBX2以降の新型に変更され、専用内蔵モデムスロットが廃止された。
PC-9801NL/R120A 1994年（平成6年）1月
486SX(J)-16MHzを搭載。FDDを外付けにしたB5ファイルサイズの小型軽量機。PCカードスロット（PCMCIA2.0/JEIDA Ver4.1）搭載。コプロセッサ用ソケット、キーボード端子、外部ディスプレイ出力、内蔵バッテリの充電機能が省略されている。オプションで専用のサムマウス（トラックボール）と一体化することができる。
PC-9801NL/A 1994年（平成6年）10月
i486SX-33MHz搭載。FDDを外付けにしたB5ファイルサイズの小型軽量機。同時期のPC-9821Ldと同じ筐体形状で、トラックボールが標準搭載になった反面、NL/Rよりは若干大きくなった。LCD以外はLd/Ltと共通点が多く、PCカードスロットはPCMCIA2.1/JEIDA Ver4.2×2基に対応した。

### 通信機能の拡張
NECはかつて「電電御三家」として日本電信電話公社と密接で、電話モデムを登載したPC-8801mkII TRを発売するなど、パソコン通信やコンピュータネットワークを早くから手掛ける。PC-9800シリーズの基本となる内部構造（アーキテクチャ）から、通信機能を拡張した機種を発売した。
RC-9801 1991年（平成3年）10月
1991年（平成3年）に登場した、PC-9801nに無線通信機能を備えた機種。東京23区でサービスが提供されていた「テレターミナル」と呼ばれるデータ通信回線に無線で繋ぐことで、パソコン通信をすることができた。今でいうモバイル通信機能を備えたパソコンのはしりといえる。しかし、後継機種は出ず、この1機種のみで終息した。

### ファクトリーコンピュータ
「ファクトリーコンピュータFC-9800シリーズ」は、PC-9800シリーズの筐体内部にある部品を防塵・防振・防爆対応にすることで、使用環境に制約の多い工場でも使用できるように再設計された製品群である。

### ホビーユースへの進出
従来、デスクトップモデルでは3.5インチFDDモデルは小型で拡張性が低くFM音源を搭載したホビー指向、5インチFDDモデルは大型で拡張性の高いビジネス指向という住み分けを行っていたが、DA/DS/DXからは原則的に全ての機種にFM音源を搭載し、ビジネス向け大型筐体機でも5インチFDD搭載モデルの他、3.5インチFDD搭載モデルが用意されるようになった。NECが開発した8086の上位互換を維持するために残されていたV30や、ディップスイッチ、マウスポート割り込み変更ジャンパスイッチも削除され、代わりにVMまたはVF相当の速度で動作するモードとソフトウェアディップスイッチ（BIOS設定画面のようなもの）が追加され、内蔵DMA ( Direct Memory Access ) コントローラの性能が引き上げられた。この時期は高級路線にPC-H98 (Hyper98) シリーズ、PC-98DOやPC-98GSといった実験的な機種を展開していた一方、PC-9801シリーズは徐々に機能や性能を向上しながらもコンセプトは従来機を踏襲してきた。そのため、この時期に登場した新しい高速なCPUの大半がH98シリーズに搭載されたのに対し、PC-9801シリーズのほうはRシリーズからFシリーズにかけての数年間、ホビーユース向けのFM音源などで機能的には洗練されていったものの、CPU等の基本性能は旧機種とあまり変わらないという時期が続いた。当時のWindowsはまだホビーユースには敷居が高く、上位機であるH98を使うことが暗黙の了解と見られていたほどであるが、そちらは一般ユーザーにとって高価な上位機という先入観を持たれていた背景があり、それを買わせるためにわざと9801型番機のCPU性能を抑えているのではないかという厳しい声も聞かれたという。
PC-9801DA/DS/DX 1990年（平成2年）11月 (DX) /1991年（平成3年）1月 (DA/DS)
PC-9801RA/RS/RXの後継となる機種。5インチFDD搭載を搭載したRA/RS/RXと同様の大型デスクトップモデルで、CPUも同一であるが、このシリーズより小型筐体機と同様にFM音源を搭載し、5インチFDD搭載モデルの他、3.5インチFDD搭載モデルも設定され、PC-9801ES/EXの後継も兼ねた機種でもあった。DX は80286/12MHzを搭載し、5インチFDD搭載のDX2、加えて40MBHDD内蔵のDX5、3.5インチFDD搭載のDX/U2、加えて40MBHDD内蔵のDX/U5 が用意された。この頃、8ビット機市場の衰退により、ホビーユースでPC-9800シリーズを所有するユーザーが急増した。しかし、PC-9800シリーズにはスプライトといったアクションゲーム向きの描画機能などは備わっていないため、発売されたゲームは当初、RPGやシミュレーションゲーム、アダルトゲームが中心であった。しかしDシリーズの登場により、PC-9800シリーズの性能下限が実質的にV30系から80286に底上げされたため、CPUのパワーに頼った“力技”でこれらを解決し、PC-8800シリーズから移植されるゲームが相次いだ。
PC-9801UR/UF 1991年（平成3年）2月
CPUはV30HL/16MHz。DA/DS/DXで3.5インチ、5インチモデルを統合後も小型筐体機は製品ラインアップの一角を占めており、UV11と同様のA4サイズで98NOTEをベースにしたUR/UFが販売された。両機種ともノート機で用いられていたメモリカードスロットを備える。URは通常のフロッピーディスク1台の他にノート機で用いられていたフロッピーディスク互換のRAMドライブを装備するモデルである。PC-9801型番のデスクトップでありながらFDDが1台しか無いモデルが用意されたのはPC-9801M3以来であり、当時としては珍しい構成だった。そのHDDモデルUR/20ではFDD1台分の空いた隙間にHDDを搭載しており、デスクトップ型PC-9800としては初めてIDE HDDを搭載した。UFはFDDを2台装備するモデルとなる。この頃のPC-9800向けソフトベンダーはFDD2台を前提に開発しており、特にゲームに置いてはPC-9801NCを除いてモノクロ液晶の98ノートでの動作を保証しないソフトベンダーが多かった。当時すでにCPUの主流は286から386への移行期であり、高速性が必須となるゲームなどでは286かつEGCを搭載したVX以降を対象とするものが、その後増えていくことになる。V30HLは動作クロックの向上もあって処理速度は286に匹敵するうえ、両機はEGCを搭載していることもあり、VX以降を対象としたゲームでも動く可能性があった。しかし「VX以降」には大きく3つの意味があり、機能的に286以上が必要なのか、単に286以上の速度を求めるだけなのか、それともEGCが必要なのかが曖昧だった。当時はまだプロテクトモードや拡張メモリを必須とするソフトはほとんど無かったものの、UF/URは本質的にはV30機であることから機能面で抵触する可能性がある。結果的に、UF/URに言及が無く単にPC-9801VX以降対応とだけ表記されるようなゲームソフトの場合は、必ずしもUR/UFで動作するとは限らなかった。
PC-9801CS 1991年（平成3年）10月
CPUは80386SX/16MHz。14インチCRT内蔵モデルで、CVの後継機に当たるが、筐体のデザインはまったく異なる。デスクトップのPC-9800シリーズの中では珍しい「アローデザイン」を採用していないモデルである。
PC-9801FA/FS/FX 1992年（平成4年）1月（FA）/5月（FS/FX）
PC-9801DA/DS/DXの後継となる機種。大型筐体を持つ機種はユーザーによる拡張が前提であるため、さらなる拡張性（アクセシビリティ）の強化を行った機種である。ディスプレイを載せたまま筐体を開けずにHDD等のディスクドライブを装着できる「ファイルスロット」を装備し、フロントパネルだけ外せばCPU交換やメモリ増設が行えるよう設計されているのが特徴。FAはCPU性能だけならH98シリーズにも匹敵するi486SXを搭載した最初のPC-9801。FSは80386SX/20MHzに向上。FXはDXの80286/12MHzから80386SX/12MHzに変更され、全モデルで内部が32ビットのCPUが搭載されたことになる。この時期のFA以外の9801型番のデスクトップ機はすべて外部16ビットの386SXだったが、16ビットOSではあまり問題にならなかった。
PC-9801US 1992年（平成4年）7月
CPUは80386SX/16MHz。前述のような事情もあってUR/UFは、特にゲームでの互換性に問題があり（ゲームソフトハウス側でも、この2機種での動作を保証しないことが多かった）、PC-9801CSにて使われた機器類を流用する形で、すでに生産中止されたUV11に連なるUF/URの後継機種として投入された。

### 486の搭載と、MS-DOS・MS-Windows 3.1からWindows 95の時代へ

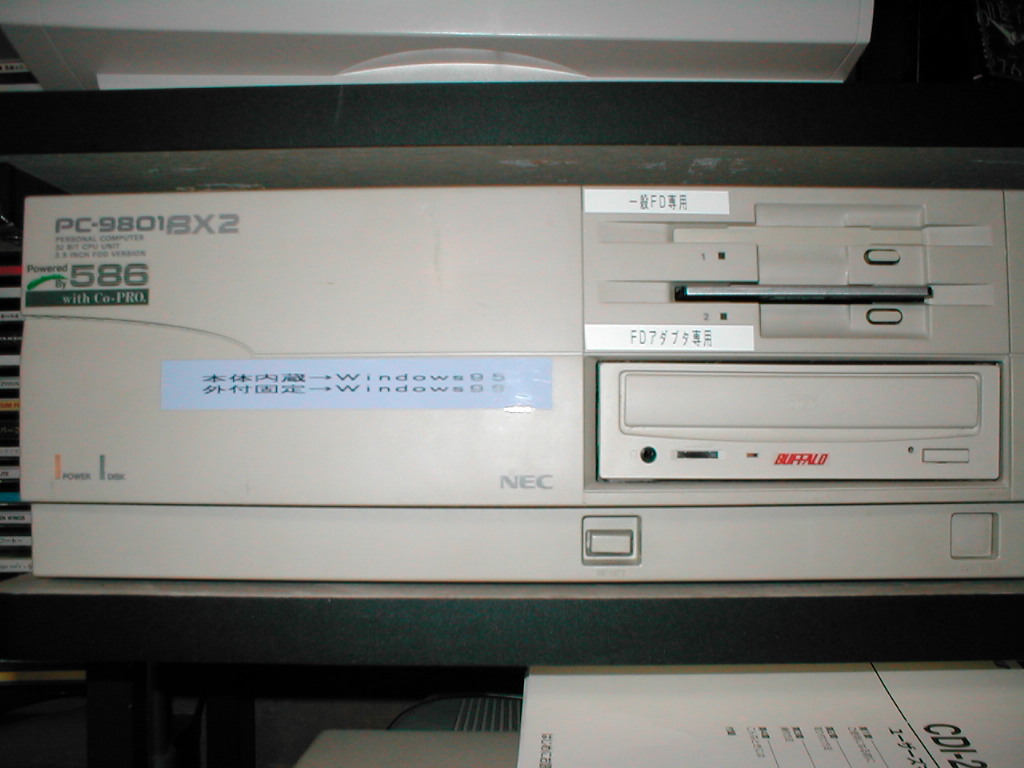
PC-9801BX2（写真はU7。本来U7は3.5インチFDD1基だが、さらに1基増設。ファイルベイにはオプションのCD-ROMドライブを装着している）

1990年代前半、安価なPC/AT互換機での漢字対応（DOS/V）とPC/AT互換機の本格的な日本上陸、Windows 3.0/3.1の登場という大きなムーブメントが起きた。PC-9801FAはコストの問題からCPUに16MHz駆動の486SXを搭載していたが、これに対してユーザーから「640×400ドットの画面はWindowsには狭い。16MHzでは快適に使えない。」との批判が集中した。こうした中、1992年（平成4年）5月にセイコーエプソンが25MHz駆動の486DXとハイレゾ相当の高解像度表示ができるPC-486GRを発売してヒットする。1992年（平成4年）7月、NECの高山由（当時、NEC取締役）は開発部隊を集めた会議で「確かにFAは売れている。しかし98シリーズの先進性はどこへ行った。私は寂しい。」と発言。従来路線を大きく変える方針で新製品の開発が始まり、1993年（平成5年）1月18日にNECはハイエンドのPC-9821シリーズ（公式の愛称は「98MATE」）を投入した。従来のPC-9800シリーズ（PC-9801型番の機種）は一般に「PC-9801シリーズ」として区別されるようになり、MS-DOSベースの市場向け、PC/AT互換機との価格対抗のための廉価版として傍流に位置づけられ、公式には「98FELLOW」という愛称がつけられた。デザインや色もPC-9821に準じた丸みを帯びた形状とアイボリーに変更となっている。
これらの新シリーズは製造コスト削減のために、FM音源や増設用FDD端子の削除、拡張スロット数の削減、専用HDDユニットから汎用IDEへの変更、ファイルスロットから5インチベイへの変更等が行われている。一部のマザーボードはECSなどの台湾企業に生産が委託された。キーボードはそれまでのメカニカルスイッチからメンブレンスイッチの安価な物に変更され、キータッチは反発感があるものになった。これについて月刊アスキー誌は「好みは分かれそうだが、長時間使う場合には底の反動が来る従来のキーボードよりも、ふにゃふにゃした新キーボードの方が指に負担をかけないように思う」と評価した。入力性能に強く影響を及ぼすNキーロールオーバー機能は死守されている。
1993年（平成5年）1月に98FELLOWが発売されて間もなく、旧機種となったPC-9801Fシリーズ（FA/FS/FX）は販売価格が急速に下がった。98FELLOWが性能を向上しつつ価格を大幅に下げたため、PC-9801Fシリーズは値引きをしないと売れない状況になっていた。1993年（平成5年）2月時点でPC-9801FA2（希望小売価格458,000円）は秋葉原での実売価格が20万円を下回っていた。
この価格低下と9821シリーズへの移行は、それまでの（高価な）既存機のユーザーに衝撃をもたらした。既存機の性能を少しでも上げようと、80286/i386SXCPUをサイリックスなどのピン配置がi386SXと同等の486互換CPUに交換するためのCPUアクセラレータが流行した。CPUソケットを使用した機種の多いPC-9800シリーズならではの現象だったが、これらはネイティブな486機と比較すると、動作が不安定な上に起動時にキャッシュコントロールドライバを組み込む必要があり、十分な実行速度が得られるとは言い難かった。
PC-9821へ移行直前に発売されたPC-9801FAは、高価な割に売れており、クロックがi486SX-16MHzと非力な仕様のため、翌年のMATE Aシリーズとの性能差が大きかったことから特に9801FAユーザーがくやしい思いをしたという。FAではFPUソケットにDX4ODPを増設するのは保証外でFDD等に不具合が出る可能性があり、動いたとしても48MHzにしかならない。もっとも旧機種向けにサードパーティ製のCPUボードと各種拡張ボードを併用するなどして、Windows 95/98をインストールした者もいた。後年に、CPUバスクロックが16MHzあるいは20MHzの386機とFA、それに初期のFellow用として、専用設計のドーターボード上にクロックダブラー回路を搭載することでボード上のローカルバスクロックを2倍速の33MHzあるいは40MHzとした上で、Cx5x86-100MHzやAm5x86-133MHzといった高速CPUと、16M以上のメモリ空間に配置される大容量メモリモジュールを駆動する、ハイパーメモリCPUという製品がメルコから発売されており、これを使用するとCPU周りに関しては最高でPentium 75MHz並みの速度が得られた。
この「98FELLOW」「98MATE」シリーズから、内蔵3.5インチFDDは、従来のPC-9800シリーズのフォーマットに加え、PC/AT互換機で使われている1.44MBフォーマットにも対応するようになった。
PC-9801BX/BA 1993年（平成5年）1月
CPUはi486SX-20MHz/486DX2-40MHzが搭載された。それぞれ、それぞれ内蔵ドライブ構成の相違から、/U2（3.5FDD×2）/U6（3.5FDD×1+HDD=80M）/M2（5.25FDD×2）の3種に仕様が分けられていた。
BXでは当初から専用のオーバードライブプロセッサ ( OverDrive Processor：ODP ) が用意されるようになり、容易にBA相当にパワーアップできるようにされていた。BXとODPの合計額は、BAよりも1万円高で済んだという。
PC-9801BX2/BS2/BA2 1993年（平成5年）11月
CPUはi486SX-25MHz/i486SX-33MHz/486DX2-66MHzが搭載され、これらの機種もそれぞれ内蔵ドライブ構成の相違から、/U2（3.5FDD×2）/U7（3.5FDD×1+HDD=210M）/M2（5.25FDD×2）というサブモデル名が存在する。
HDD搭載モデルはFDDが1基搭載であるが、この機種から前面パネルの一部を交換でき、オプションで2つに増設することも可能であった。FDDの下にファイルベイが追加されている。
このモデルより汎用SIMMが利用可能となり、最大14.6Mバイトの制限が撤廃されたほか、パラレルポート（プリンタインタフェース）がハーフピッチに、マウス端子が丸型に変更されるなど、PC-9800シリーズ過渡期のモデルといえる。9801型番の5インチFDD内蔵モデルはこの機種が最後となり、これ以降はPC-9821Aシリーズの一部のFDDモデルに搭載されるだけとなった。
グラフィックアクセラレータチップが省略された点を除けば、それぞれPC-9821Be/Bs/Bpと共通の設計が利用されている。このためPC-9801型番としては珍しく、BA2のみBp相当のセカンドキャッシュが搭載可能だった。BX2のみシステムクロックが低いこともあり、このときの3機種は下位機を拡張しても上位機相当にはならず、それぞれが性能的に差別化されていた。
PC-9801BX3/BA3 1995年（平成7年）1月
BX3は定価が10万円を切る低価格（98,000円）で発売された初の98。i486SX-33MHz（BA3はi486DX2-66MHz）を搭載する。仕様別に/U2（3.5FDD×2）と、ウィンドウアクセラレータB3を汎用拡張スロットに実装し、メモリ容量を増やし、HDDを搭載してWindows 3.1をプリインストールした/U2/W（3.5FDD×2+HDD=210M）が存在する。前者を後者相当にパワーアップさせる増設キットPC-9801B3-E02も、別売で提供された。
PC-9801BX4 1995年（平成7年）7月
PC-9801型番の最終モデル。オンボードでグラフィックアクセラレータを搭載した。PC-9801型番だがPC-9821Xe10と共通の部品を使用し、PC-9821相当の性能を持つ（これによりPC-9801シリーズとして唯一オンボードでVGA256色モードを持つ）。i486DX2-66MHz又はAMD486DX2-66MHzを搭載する/U2（3.5FDD×2）及び、Pentium ODP 63MHzをCPUとして搭載する/U2-P（3.5FDD×2）が存在する。2倍速CD-ROMをそれぞれ搭載した/U2/C、/U2/C-Pも存在する。PODP5V63は25MHz×2.5倍であるため、33MHz×2倍のDX2-66MHzと比べてシステムクロックは低下した。

### ペン入力への挑戦
通常はキーボードを使うが、それを使わずに液晶モニタ上をスタイラスペンを用いて操作する形態の、A4判サイズ小型パソコンも存在した。PC-9801Pの1機種のみ発売された。PC-9821シリーズ世代に発売されたが、マルチメディア志向までカバーするためにカラー液晶モニタを搭載すると、当時の技術では消費電力や筐体の軽量化・小型化など携帯性を犠牲にする必要があったことから、8階調モノクロ液晶を搭載してPC-9801の形式に位置づけられた。
PC-9801P 1993年（平成5年）7月
MS-DOSのペン入力対応版である日本語PenDOS2.0、Windows 3.1のペン入力対応版である日本語Windows for Pen1.1、GO社の開発したPenPoint2.0を搭載した3モデルが発売された。ジャストA4サイズ、厚さ31mm、重さ1.6kgという小型機で、CPUは低消費電力の486SX(J)を搭載してバッテリで連続6時間駆動を実現した。しかし、Microsoft製OS2種はペンパソコンOSとしての完成度の低さ、PenPoint2.0はアプリケーション資産がほとんどないことから、ハードウェア技術の稚拙さも相まって商業的には完全に失敗した。
この形態のパソコンは後に三菱電機、コンパックも挑戦しているが、いずれもひとつの流れにはなることなく終わっている。

### PC-9801シリーズの系譜
次の図はPC-9801から98FELLOWまでのPC-9801型番およびPC-98型番の機種について系譜を記載している。

## PC-9801の派生機種
「NECパーソナルコンピュータ PC-9800シリーズ」の一つに位置付けられていたものの、「PC-9801」型番ではなく、少数ながら「PC-98yy」（yyはアルファベット）という名称を持つシリーズが存在する。
これらはCADソフト向けの高解像度グラフィック+高速CPU搭載モデルをはじめ、いずれもアーキテクチャについて何らかの改変・拡張機能の付与が行われた実験的なモデルであり、そこで得られた実績は次世代のPC-9801型番各機種に少なからず反映されている。
これらは外見上、通常のPC-9800シリーズとは区別がつけられており、RA/RS/RX世代以降の機種では前面のスリット部分が濃いブルーグレーに塗装されている。

### 高解像度（ハイレゾ）系
PC-98XAのアーキテクチャを起源とする、ハイレゾ（1120×750 16色、24dotフォント）表示を持つCAD向きの機種。NECは後継のPC-98XLを発売した際、PC-98XAと互換性があるアーキテクチャを「ハイレゾモード」、本流のPC-9800シリーズと互換性があるアーキテクチャを「ノーマルモード」と呼んだ。ハイレゾモードでは、マウスI/Fの割り込み番号やVRAMのアドレスがノーマルモードとは異なるが、アクセス方式は変わり無いため、テキスト版のソフトウェアやワープロ等はかなりの数が移植された。
1985年（昭和60年）5月に発売されたPC-98XAはPC-9800シリーズの本流とはソフトウェアの互換性が低かったため成功しなかった。しかし、企業ユーザーを中心にワークステーションとパソコンの間を埋める高級パソコンに一定の需要が存在したため、この路線は継続し、PC-98XL以降はノーマルモードとV30を備えて互換性に配慮している。この系列は32ビット外部バスを搭載したHyper98（PC-H98シリーズ）へと発展し、後の98MATE（PC-9821シリーズ）で互換動作ボードが販売されるまで続いた。
「ハイレゾ」とは高解像度の意味である「ハイ・レゾリューション (High Resolution)」の略称だが、PC-9800シリーズによって広まった呼称であるため、日本では「ハイレゾ（ハイレゾリューション）」のことをPC-98のハイレゾモードとして説明されることがあった。
PC-98XA 1985年（昭和60年）5月
98シリーズ初の80286機。当時最高水準の画面解像度を誇ったが、他のPC-9800シリーズが備えるノーマルモード（640×400）表示を備えていないため、ソフトウェア、周辺機器の互換性が低い。5インチ2HD/2DD自動切換え型FDDを搭載（PC-9801VMに継承）。ビープ音の音程が可変になっている（同時発売のPC-9801Uとそれ以降も同様）。
PC-98XL 1986年（昭和61年）10月
XAにPC-9801VM相当の機能（ノーマルモード）を付加し、本流のPC-9800シリーズとの互換性を高めた機種。以降ハイレゾ機は互換性を維持するためにノーマルモードを備えるようになった。
PC-98XL2 1987年（昭和62年）9月
「エックスエルダブル」と名付けられた機種。XLのCPUをi386に変更し、メモリバスを32ビット化したもの。PC/AT互換機のISAバス対応拡張カードのような筐体前後方向に長いライザーボードの形態でCPUボードやメモリボード、あるいはグラフィックボードを搭載しており、本体サイズは大型になっている。デスク上に設置スペースを確保するのが難しいというユーザーに配慮して、デスクサイドに縦置きで設置するための台がオプションで販売された。
PC-98RL 1989年（平成元年）1月（前期）/1990年（平成2年）9月（後期）
XL2を更に高速・小型（コンパクト）化した機種。前期に発表されたモデル2/モデル5はCPUに80386(20MHz、ノー・ウェイト)、1,120x750ドットのハイ・レゾリューション・モード、640x400ドットのノーマル・モードの2種類を利用可能、システム・ソフトとして日本語MS-Windows ver2.0、日本語MS OS/2 ver1.0A、PC-UX/V rel3.0Aなどが用意された。同時期のPC-9801RA/RS/RXと同様、ノーマルモードに関わるチップセットはラップトップ機用として開発されたものが流用されており、これによりメモリとCPUのライザーボードは廃止され、2段重ねのマザーボードに実装される形式となった。前期モデルと後期モデルの差はロゴタイプの変更以外に目立った違いはない。

### 小型化
1986年（昭和61年）10月22日に発表されたPC-98LTはラップトップ型の初代機で、グラフィックVRAMが単色1画面分（32KiB）に削減された上にテキストVRAMも削除（グラフィックVRAMに描画）されている。互換性の低さと直後にPC-9801互換ラップトップが発売されたため、数百本程度のアプリケーションソフトが販売されたのみにとどまる(当時のデスクトップ98のソフト数は数千本程度)。主に、ラックタワー系機器のコンソールとして活用される事が多かった。後記のFC-98シリーズの小型版としても使用された。
当時の可搬機としては重量と寸法の点で及第点を与えうる内容を備えていたが、その一方でデスクトップ機とのハードウェア互換性が完全でなく、ことにテキストVRAMがなくグラフィックVRAM容量が少ない点がネックとなり、高速描画のためにこれに依存する形でプログラムが書かれていた当時の「一太郎」シリーズが動作しないことは大きな弱点であった。NECはジャストシステムに依頼し、「一太郎 Ver.3」のサブセット版であり、かつ標準搭載の辞書ROMを使用することで、FDD1基搭載のマシンでも運用可能な専用FEPであるATOK6Rを同梱する、ワープロソフトの「サスケ」を本機種の発売に合わせて用意する、という対策を講じていたものの、他のPC-9800シリーズと表示系の互換性が低く、ほとんどの既存のPC-9800シリーズの市販ソフトはPC-98LTで動作しなかったために十分な成功は収められなかった。
このPC-98LTはROMドライブという装置を搭載している。これは、今日のノートパソコンに見られるSSDに似た機能をもった装置で、OSからはディスクドライブとして認識する（見える）。但しROMなので書き込み（内容の変更）は出来ず、容量も数百KiB程度である。このドライブに、MS-DOSおよびN88-BASIC(LT)を内蔵している。漢字変換FEPもこのROMドライブに搭載しているため、ストレスの無い漢字変換が行えるようになっている。後のデスクトップ互換ラップトップ機（PC-9801LV等）には、このROMドライブが搭載されていない。
N88-BASIC(LT)は、N88-BASIC(86)MS-DOS版をPC-98LTに移植したOSである。このMS-DOS版N88-BASICがあるため、いわゆるDISK BASICは移植されていない。
PC-98LT 1986年（昭和61年）10月
ラップトップPCで、μPD70216（通称V50）CPU 8MHz。3.5インチFDDを1基搭載。メインメモリ容量は、初期モデルでは384KiB標準搭載（640KiBに増設可能）だったが、後期モデルでは標準で640KiBを搭載していた。
さらにグラフィックVRAMが1画面しかなかったためPC-9800シリーズのソフト資産が流用できず、しばらくしてPC-286L・PC-9801LVが発売されたことから、失敗作と評される事も多い。しかし「実用的に携帯可能なパソコンの重量の上限は5kg」とされていた当時、PC-98LTが3.7kg、PC-9801LVがその倍以上の重さだったので、携帯型パソコンそのものとしての完成度はPC-98LTの方が勝っていた部分もあり、互換性を必要とせず携帯性が重要な一部用途ではむしろ歓迎されていたという一面もある。PC-98LTの携帯性とデスクトップ98互換の両立は、後の98ノートの出現によりはじめて実現をみることとなった。
PC-286L・PC-9801LV登場前のPC-98LTの競合機種は、いずれも既存デスクトップ機非互換アーキテクチャか漢字表示不能機種であった。PC-98LTに位置づけが近かった機種はIBM PCコンバーティブルとFM16πであったが、IBM PCコンバーティブルは重さが約6kg・PC-98LTの半分の画面サイズのCGA解像度で漢字表示不能（当時はまだDOS/Cが存在しなかった）で、FM16πはIBM PCコンバーティブルと同様の640x200ドットでOSはCP/M-86、記録メディアはマイクロカセットだった。
PC-9801LVはオプションの「PC-9801LV-02（PC-9801LV用PC-98LT互換ボード）」を使用することによってPC-98LTと互換可能となった。
PC-98HA 1990年（平成2年）10月 
愛称は「HANDY98」（ハンディ98）。PC-98LT互換だがさらにハンディサイズまで小型化、CPUをV50(10MHz)にし、アプリケーションソフトをROMに搭載した製品。重量1.1Kg、サイズは幅234mm、奥行148mm、厚さ36mm。ファイル装置は内蔵S-RAM、メモリカードのみ。カードでMS-Worksを搭載可能。MS-Worksはメモリカードで標準添付された。この機種は専用ソフトをメモリカード形式で供給すれば電源オンと同時にソフトを起動可能で、ディスク型の外部メディアを必要としない。NECらしからぬ本体色（白・黒のほかにワインレッドのモデルが存在した）の設定と、丸みを帯びた筐体デザインであった。カードスロットは、後のPCカード規格の前身である初期のJEIDA（電子情報技術産業協会）規格であった。別売のドッキングステーションPC-98HA-01を利用することで、PC-98LT用3.5インチドライブと接続可能。
N88-BASIC(LT)のバージョンが2.0に上がっている。PC-98LTのバージョン1.0との相違点は、新FEPへの対応である。

### PC-8800シリーズ互換
起動時のスイッチ切り替えでPC-8800シリーズとの互換性を持たせた複合ハイブリッド機種。PC-8801からの移行ユーザーの取り込みを目指したが、初代のDOは互換性や機能の不足で、後継機のDO+は互換性に問題はないものの時期を逸したために、商業的には失敗に終わった。キーボードはDOシリーズ専用で、GRPHキーを押した状態で88モードを起動すると、88モードのセットアップ画面を表示する機能（PC-8800シリーズのPCキー相当）が追加されており、他のPC-9800シリーズのキーボードではこの機能は使えない。PC-8800シリーズとの互換性維持のため、PC-9801Fシリーズ以来のTEAC製FDDを採用している（当時の他の98シリーズは自社製）。
PC-98DO 1989年（平成元年）6月
PC-8801MH相当とPC-9801VM21/11相当のモードスイッチによる切り替え機能を持つ（内部的には一枚の基板になっている）。88モードは拡張バス・コネクタがない上に、サウンドボード2相当の音源が搭載されておらず、ATARI仕様のジョイスティックやRS-232Cも使用出来ない（プリンタは使用可能）。98モードにはEGC、増設用FDD端子が無く拡張スロットが1つなので、本体だけではHDDと拡張メモリ（EMSやバンクメモリ）の併用が出来ないと言う非常に使い勝手の悪い機械であったため、結局は双方のユーザーから敬遠されてしまった。
PC-98DO+ 1990年（平成2年）10月
CPUにV33A 16MHz、EGC、サウンドボード2相当音源（YM2608(OPNA)、98モードでもPCM以外は86ボード同様の手順で使用可能）、増設用FDD端子を搭載し、HDD内蔵可能、98NOTE用の増設EMSメモリカードスロットを文字通り内蔵することで、当時のPC-8801、PC-9801の標準的なソフトウェアを動かすに足る仕様を備えていた（80286以上用のプロテクトメモリやソフト、拡張カードは使用出来ない）。
マウス変換コネクタ PC-98DO/P-11 をマウスコネクタに装着することで、98モードでもOPNA内蔵のジョイスティックポート経由でAtari仕様のジョイスティックを使用出来る。この機能は後のPC-98GSや初代PC-9821、98MATE、それにCanBeを除くMULTiシリーズに引き継がれている。
しかし、発売時点で既に、PC-9801DXや80286 16MHzを搭載したEPSON PCシリーズが同価格帯で販売されていたために乗り換えユーザーの大半はそちらを購入し、併用する事を選択した。その後もしばらくの間販売されていたが、PC-8800シリーズは衰退する中にあり、1993年（平成5年）にPC-9800シリーズやEPSON PCシリーズの価格性能比が向上するとPC-98DO+は存在意義がなくなった。
OPNAを標準搭載し、OPNAにて音声信号に用いられる適応的差分パルス符号変調（ADPCM）用のメモリも搭載しているPC-98シリーズの機種は、このPC-98DO+が唯一である。PC-98GSやPC-9801-73/86/118音源ボード、それら相当の音源内蔵機では、OPNA用ADPCMのメモリを搭載せず、OPNAとは別に搭載されたPCM音源を代りに使用する仕様になっている。それ以外の機種でOPNAのADPCMを使う場合は、OPNA音源ボードの「スピークボード」（または互換品）を搭載するか、または本体や音源ボードに搭載されるOPNAにメモリを増設・接続する改造をしなければならない。

### マルチメディア指向
オーサリングを目的とするマルチメディア指向の実験機。Windows 3.0と独自のマルチメディア環境がプリインストールされていた。ハードウェアによる高機能のグラフィックとサウンドを搭載。マルチメディア部分の仕様は後のPC-9821とは異なっているが、一部の機能はMS-DOS用のドライバ・ソフト間で互換性が図られている。PC-9800シリーズのアーキテクチャに追加する形で機能拡張しており、ハード、ソフトとも互換性の問題は特にない。もっとも、丁寧に作り込み過ぎたためか、PC-H98シリーズに匹敵するほど価格が高く設定された結果、ビジネスとしては失敗に終わっており、その反省がPC-9821（初代）誕生の原動力となった。
PC-98GS 1991年（平成3年）10月
CD-ROM搭載（非搭載モデルも同時発売された）、フルカラー表示や複数プレーン表示、PCM + FMサウンド機能、デジタルシグナルプロセッサ (DSP) による音響効果。オプションでビデオ処理機能。オーサリングソフトの秀逸なデモが添付されていた。
本機のオプションであったビデオ処理機能をCバスボード化したPC-9801-72、標準搭載のDSPを含むサウンド機能を抜き出したPC-9801-73という2枚の拡張ボードにより、通常のPC-9800シリーズでもグラフィック以外は本機と同等のマルチメディア拡張が可能であったが、こちらも非常に高価であったため、普及せずに終わっている。
この機種は開発開始から発売まで長い時間を要しており、そのため通常のPC-9801が排他動作のデュアルCPU搭載を止め、高速な80286以降のCPU搭載に単純化された後に発売されたにもかかわらず、80386SXだけでなくV30も搭載する古い仕様のままとなっている。
本機種は1992年（平成4年）に発売された初代PC-9821の試作機（プロトタイプ）の役割を果たした。もっとも、両者の拡張機能には共通点が多いが、グラフィックもサウンドもハードウェア・ソフトウェア共に互換性は限定的である。開発開始から発売に至る時期は富士通が「FM TOWNS」でPC-9800のホビーユースシェアを脅かしていた時期であり、本機種はPC-98シリーズでCD-ROMを初めて標準搭載したことで、その対抗機という見方も当時はなされた。ただし、実際には同じ1991年にマイクロソフトがNEC含むPCメーカーと共同で策定・発表した MPC(Multimedia PC)規格 1.0 に呼応した市場テストモデルとしての性格が強い。